# Mindomys hammondi
Mindomys hammondi är en däggdjursart som först beskrevs av Thomas 1913.  Mindomys hammondi är ensam i släktet Mindomys som ingår i familjen hamsterartade gnagare. Inga underarter finns listade i Catalogue of Life.
Arten listades fram till 2006 i släktet risråttor.
Denna gnagare är bara känd från bergstrakter i Ecuador. Den lever i regioner som ligger 1200 till 2700 meter över havet. Arten vistas i tropiska bergsskogar och i molnskogar. Den går främst på marken och dessutom kann den simma.
Med en kroppslängd (huvud och bål) av 17,3 till 29,3 cm och en svanslängd av 22,2 till 25,1 cm är arten en stor gnagare. Den har 3,8 till 4,2 cm långa bakfötter. Håren som bildar den borstiga pälsen på ovansidan har gråa, bruna och gula avsnitt vad som ger ett spräckligt utseende. Undersidan är likaså spräcklig i ljus gråbrun/gul eller ljus gråbrun/vit. På svansen förekommer stora svartbruna fjäll och svartbruna hår. Korta hår hittas även på öronen och tofsar täcker fötternas klor. Inom underfamiljen Sigmodontinae påminner arten främst om vattenrisråttor (Nectomys). Den taxonomiska positionen inom underfamiljen är däremot oklar.